# جلال الزياتي
جلال الزياتي من مواليد قصر هلال ، سياسي ورجل أعمال تونسي .

## دراسات
حاصل على شهادة هندسة النسيج من بلجيكا ( 1991 ).
مدير عام مجموعة ابونوفا EPAU-NOVA ( 1992 - 2008 ) ثم عضو بمجمع Ortho Group ، وهو نائب رئيس الجامعة التونسية للنسيج والملابس.

## مسيرة رياضية
ترأس الاتحاد التونسي لتنس الطاولة من 2009 إلى 2014 بعد أن كان لاعباً في المنتخب التونسي ، ثم انتخب نائباً لرئيس الاتحاد العربي لتنس الطاولة في 2017.

## الحياة السياسية
في انتخابات 2019 انتخب نائبا لمجلس نواب الشعب بدائرة المنستير . عضو في المجموعة البرلمانية كتلة الإصلاح.
فيمارس2020 انتخب جلال الزياتي امينا عاما لحزب البديل التونسي.

## مذكرات و مراجع
1. ↑   https://majles.marsad.tn/fr/person/jalal-zayati. {{استشهاد ويب}}: |url= بحاجة لعنوان (مساعدة) والوسيط |title= غير موجود أو فارغ (من ويكي بيانات) (مساعدة)
2. ↑  "Jalal Zayati". beta.arp.tn. اطلع عليه بتاريخ 26 mars 2021. {{استشهاد ويب}}: تحقق من التاريخ في: |تاريخ الوصول= (مساعدة)[وصلة مكسورة].
3. 1 2  "Jalal Zayati". majles.marsad.tn (بالفرنسية). Archived from the original on 2021-01-21. Retrieved 21 avril 2021. {{استشهاد ويب}}: تحقق من التاريخ في: |تاريخ الوصول= (help).
4. ↑  "Tennis de table - Coupe arabe : la Tunisie termine à la [[:قالب:4e]] place". directinfo.webmanagercenter.com (بالفرنسية). 21 août 2017. Archived from the original on 2017-08-23. Retrieved 26 mars 2021. {{استشهاد ويب}}: تحقق من التاريخ في: |تاريخ الوصول= and |تاريخ= (help) and تعارض مسار مع وصلة (help).
5. ↑  "« La réforme nationale », nouveau bloc parlementaire regroupant 15 députés dont Olfa Tarres et Hassouna Nasfi". kapitalis.com (بالفرنسية). 5 novembre 2019. Archived from the original on 2020-08-11. Retrieved 26 mars 2021. {{استشهاد ويب}}: تحقق من التاريخ في: |تاريخ الوصول= and |تاريخ= (help).
6. ↑  "Jalal Zayati". arp.tn. مؤرشف من الأصل في 2021-05-07. اطلع عليه بتاريخ 24 mars 2021. {{استشهاد ويب}}: تحقق من التاريخ في: |تاريخ الوصول= (مساعدة).
7. ↑  "Jalel Zayati élu secrétaire général d'el-Badil Ettounsi". news.gnet.tn (بالفرنسية). 5 mars 2020. Archived from the original on 2021-01-19. Retrieved 26 mars 2021. {{استشهاد ويب}}: تحقق من التاريخ في: |تاريخ الوصول= and |تاريخ= (help).

## روابط خارجية
- "Jalal Zayati". majles.marsad.tn (بالفرنسية). Archived from the original on 2021-01-21. Retrieved 26 mars 2021. {{استشهاد ويب}}: تحقق من التاريخ في: |تاريخ الوصول= (help).